# František Běhounek
František Běhounek (27. října 1898 Holešovice-Bubny – 1. ledna 1973 Karlovy Vary) byl český fyzik, akademik, profesor a spisovatel, autor odborné literatury, literatury pro mládež a science fiction.

## Život
Narodil se 27. října 1898 v Holešovicích. Studoval na reálném gymnáziu, kde maturoval roku 1916. Dále studoval na přírodovědecké fakultě Karlovy univerzity a zde získal roku 1922 doktorát přírodních věd. Po absolutoriu Karlovy univerzity pokračoval ve studiu v Paříži na Sorboně a díky dvouletému stipendiu studoval rovněž radiologii, a to pod přímým vedením Marie Curie-Skłodowské.
Po návratu do Československa působil na Státním radiologickém ústavu (založen 1919). Roku 1926 se zúčastnil na přímou přímluvu paní Skłodowské části výpravy Roalda Amundsena k severnímu pólu, vzducholodí Norge. Prováděl měření na Špicberkách, ale vlastního letu k pólu se ještě nezúčastnil – letěly jen jeho měřicí přístroje. Roku 1928 byl jako specialista na kosmické záření vědeckým členem posádky vzducholodi Italia, pod vedením generála Umberta Nobileho. Na vzducholodi Italia, jako první Čech, přeletěl nad severním pólem. Ztroskotání při návratu vzducholodi, několikatýdenní pobyt na ledové kře a záchranu sovětským ledoborcem Krasin popsal v knize Trosečníci na kře ledové (1928), později vydáno jako Trosečníci polárního moře. Kniha byla přeložena do řady světových jazyků. V roce 1929, rok po návratu z této výpravy, habilitoval na Karlově univerzitě a stal se docentem radioaktivity a atmosférické elektřiny. Nadále se zabýval vědeckou prací i psaním knih.

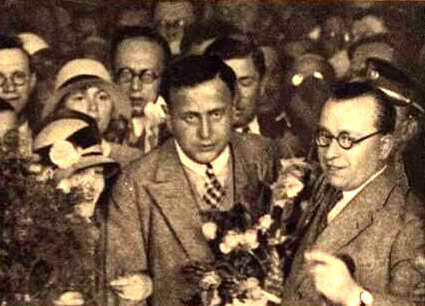
Dr. Běhounek se sestrou a snoubenkou vítán na Hlavním nádraží v Praze, po návratu z polární výpravy (foto Pestrý týden)

V letech 1933–1945 vedl v Praze Státní radiologický ústav, který předtím zakládal. V letech 1936–1938 se podílel na založení observatoře atmosférické elektřiny na Štrbském plese. Po roce 1945 byl vedoucím fyzikálního oddělení Radioléčebného ústavu v Praze. Od roku 1951 vedl Onkologický ústav, který se stal o pět let později součástí Ústavu jaderné fyziky ČSAV. V roce 1953 byl zvolen členem korespondentem ČSAV. Od 1. března 1954 získal profesuru na matematicko–fyzikální fakultě Karlovy univerzity. Od 50. let byl expertem ministerstva zahraničních věcí v UNESCO pro výzkum atomového záření. Od roku 1956 vedl katedru dozimetrie ionizujícího záření na ČVUT.
Zemřel při léčbě 1. ledna 1973 v Karlových Varech. Jeho obsáhlé dílo čítá více než 65 knih různorodých žánrů, publikací a ohromné množství článků v různých časopisech vydaných u nás i v zahraničí.

### Osobní život
Krátce po návratu z polární výpravy se dne 25. srpna 1928 oženil s Ludmilou Felixovou (* 1906), dcerou fyzika Václava Felixe, profesora na Českém vysokém učení technickém.

## Funkce a ocenění
František Běhounek byl akademik (1960), doktor fyzikálně matematických věd, vedoucí vědecký pracovník radiologické dozimetrie Ústavu jaderného výzkumu ČSAV, profesor Českého vysokého učení technického v Praze, docent Univerzity Karlovy, přednosta Státního radiologického ústavu ČSR, nositel mnoha vysokých československých státních vyznamenání a Stříbrné medaile města Paříže (1957)
- Řád práce
- Řád republiky
- Zlatá plaketa ČSAV
- Zlatá Felberova medaile ČVUT
- 1957 Stříbrná medaile města Paříže
- 1960 byl zvolen akademikem.
- V Praze 13 je po něm pojmenována ulice – Běhounkova.[9]
- Je po něm pojmenována planetka 3278 Běhounek
- V Jáchymově se v bývalém uranovém dole Svornost nachází radioaktivní podzemní Pramen akademika Běhounka, který napájí radioaktivní vodou zdejší lázně (jde o nejsilnější radioaktivní pramen v České republice), proto je po něm, stejně jako po madam Curie, pojmenován lázeňský ústav (Akademik Běhounek). Pramen akademika Běhounka má vydatnost 294 litrů/min, stálou teplotu 36,8 °C, jeho obsah radioaktivního radonu činí 9 kBq/litr.[10]

## Dílo

### Beletrie
- Trosečníci na kře ledové (1928), dobrodružný autobiografický příběh s podtitulem Vzducholodí na severní točnu o ztroskotání vzducholodě Italia, vydal Mars, přepracováno a vydáno roku 1955 jako Trosečníci polárního moře.
- V říši věčného ledu a sněhu (1936), dobrodružný příběh o polárnících, kteří v tvrdých podmínkách prokazují odvahu, obětavé přátelství a nezištnou pomoc, vydala Československá grafická unie.
- Boj o zeměkouli (1939), Rodokaps č. 237., obálka a ilustrace Josef Burjanek, vydal Melantrich. Běhounkovo autorství je sporné. Jde o rodokapsový sci-fi román, který pod pseudonymem M. S. Martin oficiálně vydala Běhounkova manželka Ludmila Běhounková (1907-1976) a za nějž získala druhou cenu vydavatelství Rodokapsu. Nabízí se uvažovat, zda na této práci neměl menší či větší autorský podíl její manžel.[11][12]
- Lidé a póly (1941), povídky o dobyvatelích polárních krajů, vydal Toužimský & Moravec.
- Mořeplavci a objevitelé (1941), povídky pro mládež, ilustroval Karel Hálek, vydal Jaroslav Tožička.
- Kletba zlata (1942), soubor povídek o tom, kolik zla napáchala v dějinách lidstva touha po zlatě, a to od alchymistů za Rudolfa II. až po zlatou horečku 19. století, ilustroval Karel Hálek, vydal Jaroslav Tožička.
- Tajemství polárního moře (1942), dobrodružný román v němž významný český vědec, přímý účastník Nobilovy výpravy k severnímu pólu roku 1928 těží ze zkušeností tohoto letu a vrací se k místu, kde ztroskotala vzducholoď Italia. Ilustrace Václav Junek. Dílo vyšlo nejprve časopisecky roku 1941 v Mladém hlasateli, knižně Jaroslav Tožička, přepracováno roku 1977.
- Fregata pluje kolem světa (1942), příhody českého námořního kadeta Karla Kaliny, které zažil na rakouské válečné lodi, konající cvičnou a výzkumnou cestu kolem světa v letech 1857-1859, ilustroval Karel Hálek, vydal Jaroslav Tožička.
- Kniha Robinsonů (1944), osudy slavných trosečníků, ilustroval Zdeněk Burian, vydal Toužimský & Moravec, přepracováno a vydáno roku 1965 jako Robinzoni Želvích ostrovů.
- Robinsoni z Kronborgu (1944), dobrodružný román o trosečnících z dánské cvičné lodi Kronborg, ilustroval Václav Junek, vydal Jaroslav Tožička.
- Ledovou stopou (1946), dobrodružný román o námořní cestě dvou mladých chlapců na rybářském škuneru vodami Severního ledového oceánu, ilustroval František Stejskal, vydal Jan Otto.
- Na sever od Zambezi (1946), africká dobrodružství cestovatele Emila Holuba, obrazové přílohy s reprodukcemi podle soudobých vyobrazení a rytin, vydal Toužimský & Moravec.
- Ponorka Narwhal-2 (1947), povídka, příběh britské ponorky v norských vodách za druhé světové války, ilustroval Václav Junek, vydal Toužimský & Moravec.
- V horách Větrné řeky (1947), tři dobrodružné povídky, ilustroval Václav Junek, vydal Orbis, přepracováno a vydáno roku 1958 jako Ostrov draků.
- Děla hřmí u severního pólu (1947), povídka pro mládež, vydal Orbis.
- Případ profesora Hrona (1947), detektivní sci-fi román jehož ústřední postavou je podivínský profesor, konající pokusy s cyklotronem a s rozbitím atomového jádra, vydal Václav Naňka , přepracováno a vydáno roku 1968 jako Dům zelených přízraků.
- Komando plukovníka Brenta  (1948), román pro mládež z války v Tichomoří, vydala Mladá fronta.
- Únik z atomového města (1948),povídka, jejíž hrdina se při útěku z vězení zaplete mezi německé špióny, kteří se snaží ukrást z americké jaderné laboratoře látky potřebné pro výrobu atomové bomby, ilustroval Jiří Wowk, vydal Toužimský & Moravec, edice Polnice, sešit č. 20, obálku nakreslil Zdeněk Burian.
- V zajetí Matabelů (1948), román pro mládež, líčící příhody šestnáctiletého chlapce, který se v 19. století vystěhoval se svými rodiči do jižní Afriky, ilustroval Václav Junek, vydal Jaroslav Tožička.
- Swansonova výprava (1949), dobrodružný vědeckofantastický román o výpravě do džungle Belgického Konga, která zde nalezne ztracený svět s obrovskými plazy a gorilami a fanatické nacistické vědce. Román byl připraven k vydání s ilustracemi Václava Junka v nakladatelství Alois Hynek, ovšem v rámci znárodňování soukromých podniků byl při zavření Hynkova nakladatelství až na pár zachráněných výtisků celý náklad této knihy zničen. Proto je možno vydání z roku 2001 v nakladatelství Albatros vlastně považovat za první.[13]
- Lovci paprsků (1949), dobrodružný román pro mládež o polární výpravě zkoumající kosmické záření, ilustroval Vladimír Rajcovjak, vydala Mladá fronta.
- Příběhy staré řeky (1955), povídky pro mládež odehrávající se na Vltavě od pravěku až do současnosti, ilustroval Václav Junek, vydalo SNDK.
- Trosečníci polárního moře (1955), přepracované vydání knihy Trosečníci na kře ledové o ztroskotání vzducholodě Italia při návratu výpravy Umberta Nobileho k severnímu pólu roku 1928, které byl Běhounek přímým účastníkem. Ilustrace Václav Junek, mapy kreslil Vladimír Vokálek, doplněno dobovými fotografiemi, vydalo SNDK.
- Akce L (1956), sci-fi román pro mládež o kolonizaci Měsíce, ilustroval Teodor Rotrekl, vydalo SNDK.
- Ostrov draků (1958), přepracované vydání knihy V horách Větrné řeky, ilustroval Václav Junek, vydalo SNDK.
- Robinsoni vesmíru (1958), sci-fi román pro mládež o skupině mužů a žen, kteří letí raketou k veliké kometě, kterou mají roztříštit atomovými náložemi dříve, než ona zničí svým pádem Zemi, ilustroval Teodor Rotrekl, vydalo SNDK.
- Tábor v lese (1960), dobrodružný román pro mládež o skupině pionýrů, kteří prožijí napínavá dobrodružství s archeologickou expedicí, ilustroval Václav Junek, vydalo SNDK.
- Projekt Scavenger (1961), sci-fi román pro mládež o vynálezu pro rozpuštění ledu nad ložisky uranu v Antarktidě, ilustroval Otakar Procházka, vydalo SNDK
- Robinsoni Želvích ostrovů (1965), přepracované a poněkud zkrácené vydání Knihy Robinsonů, ilustroval Václav Junek, vydalo SNDK.
- Rokle u Rjukanu (1966), román z druhé světové války o snaze německé a americké výzvědné služby objevit ukryt velkého množství těžké vody, ilustroval Ervín Urban, vydala Mladá fronta.
- Na dvou planetách (1967), sci-fi román, který zatím vyšel jen polsky jako Na dwóch planetach (Śląsk, Katowice)
- Dům zelených přízraků (1968), přepracované vydání knihy Případ profesora Hrona, vydal Pragopress
- Mlha nad Atlantikem (1969), dvě námořní novely (Dva hoši ve člunu a Škuner "Cod Seeker") odehrávající se u východního pobřeží Kanady, ilustroval Václav Junek, vydalo nakladatelství Růže, České Budějovice.
- Swansonova výprava (2001), v podstatě první vydání sci-fi románu, jehož již připravené vydání v roce 1949 bylo skartováno při likvidaci nakladatelství Alois Hynek, ilustroval Milan Fibiger, vydal Albatros.

### Vědecko-populární a odborné publikace
- Radium, Sbírka přednášek a rozprav (1922), Praha.
- Rádium a paprsky X (1924), vědecko-populární práce, vydal Šolc a Šimáček.
- Úvod do radioaktivity (1931), odborná publikace, společně s Prof.Dr. Jaroslavem Heyrovským, vydala Jednota československých matematiků a fysiků.
- Atmosférická elektřina (1936), odborná publikace, vydal Elektrotechnický svaz československý.
- Lékařská radiologie (1937), odborná publikace, společně s MUDr F. V. Novákem, vydala Mladá generace lékařů.
- Od atomu k vesmíru (1939), vědecko-populární práce, vydal Orbis.
- Neviditelné paprsky (1939),vědecko-populární práce, vydala Česká Grafická unie a.s..
- Země, planeta neznámá (1941), vědecko-populární práce, vydalo nakladatelství Život a práce.
- Svět nejmenších rozměrů (1945), vědecko-populární práce, vydal Jaroslav Tožička.
- Cesta za objevem (1945), vědecko-populární práce, vydalo nakladatelství Život a práce.
- Atom děsí svět (1947), vědecko-populární práce, vydalo nakladatelství Rudolf Mikuta.
- K jádru hmoty (1948), odborná publikace, vydala Jednota československých matematiků a fysiků.
- O zářící hmotě (1954), vědecko-populární práce, ilustrace František Škoda, vydalo SNDK.
- Atomový věk (1956) vědecko-populární práce, ilustrace a fotomontáže Petr Trojan, vydala Mladá fronta.
- Zářící atomy (1956), vědecko-populární práce navazující na titul Od atomu k vesmíru, ilustrace autor, vydal Orbis.
- Pierre Curie (1957), životopisná kniha, vydal Orbis
- Lidé a radioaktivita (1960), vědecko-populární práce, vydalo nakladatelství ČSAV.
- Atomy dnes a zítra (1962), vědecko-populární práce, vydala Mladá fronta.
- Atomy vládnou (1972), vědecko-populární práce, vydalo Pressfoto.
- Newton by se divil (1975), vědecko-populární práce, spoluautoři Ivan Boháček a Zdeněk Pinc, vydal Albatros.

### Překlady
- E. Larsen: Ten chlapík je blázen, Toužimský & Moravec, 1940.
- Hermann Römpp: Chemické pokusy, které se vydaří, Toužimský & Moravec, 1941.
- Hermann Römpp: Chemie kovů, Toužimský & Moravec, 1941.